# Franqueville
Franqueville é uma comuna francesa na região administrativa da Normandia, no departamento de Eure. Estende-se por uma área de 3,03 km². Em 2010 a comuna tinha 327 habitantes (densidade: 107,9 hab./km²).